# Sulfidmineral

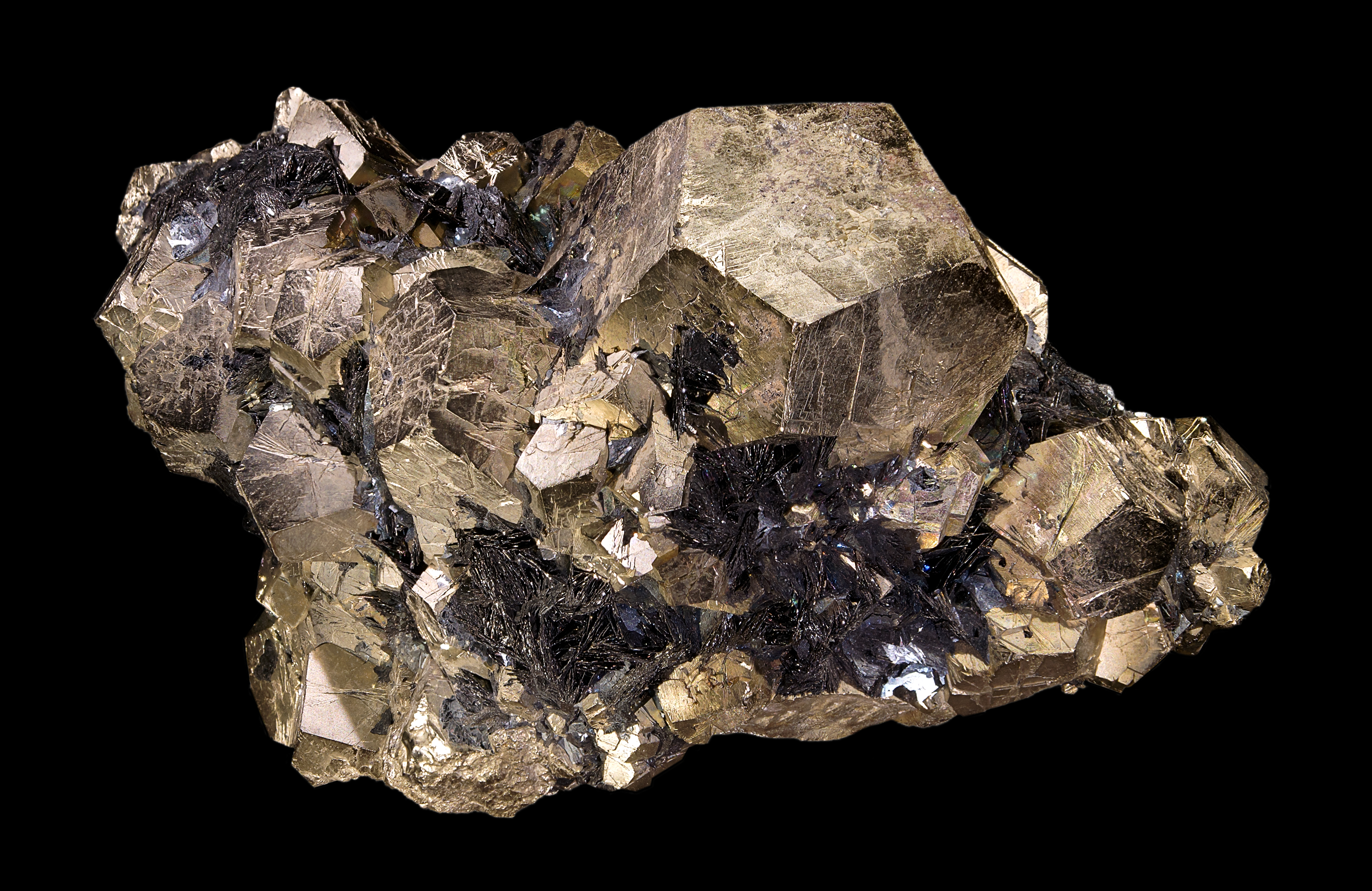
Svavelkis

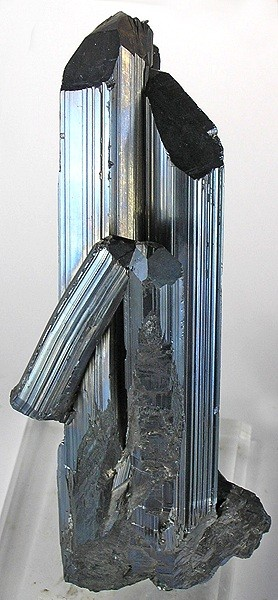
Spetsglans

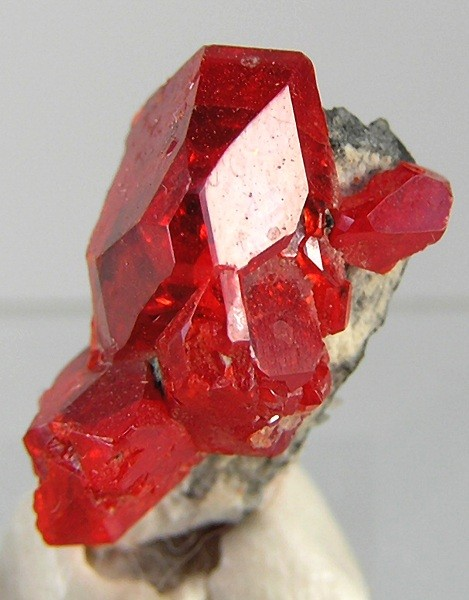
Realgar

Sulfidmineral är en typ av mineral som innehåller svavelföreningar. Industriell bearbetning av dessa mineral har ofta lett till svåra luftföroreningar eftersom svavlet avgår i gasform. Då en bergart innehåller höga halter av sulfidmineral måste man vara försiktig vid brytning av denna så inte närområdet blir försurat. Avfallet från gruvor innehåller metaller som kan spridas nedströms. Sulfidmineral reagerar, om de är malda, med luft, så kallad rostning. Därvid bildas metalloxid samt svaveldioxid. Temperatur där reaktionen går någorlunda snabbt: svavelkis 440oC, magnetkis 470oC, zinkblände 670oC, kopparkis 360oC. Sulfidmineralerna är en klass av mineraler som innehåller sulfid (S2−) eller disulfid (S22-) som huvudanjonen. Vissa sulfidmineraler är ekonomiskt viktiga som metallmalmer. Sulfidklassen inkluderar även seleniderna, telluriderna, arseniderna, antimoniderna, bismutiniderna, sulfarseniderna och sulfosalterna. Sulfidmineraler är oorganiska föreningar.

## Vittring av sulfidmineral
Sulfidmineral tenderar att vittra snabbt i förhållande till andra mineral när de är exponerade till vatten nära jordens yta. Denna vittring sker främst genom oxidering och utlöser ämnen som kan förorena vattendrag och sjöar. Bakomliggande orsaken till sulfidmineralernas snabba vittring är att de bildas i syrefattiga miljöer och därför hamnar i kemisk ojämvikt i syrerika miljöer. Den naturliga vittringen av pyrit i lerskiffer, en bergart som tenderar att ha avsevärda mängder sulfider, tros vara konditionerad av bergets sprickdensitet och erosionshastighet.

## Malmfyndigheter och sulfidmineral
Sammansättningen av sulfidmineral som förekommer i eller kring en malm kan användas för att klassificera malmbildningen. Epitermal malm kan klassificeras som av lågsulfideringstyp om flera av följande mineral förekommer; svavelkis, magnetkis, arsenikkis eller zinkblände med hög järnhalt. Mellansulfideringstyp av epitermala malmer kännetecknas av en mineralkombination bestående av flera av följande: svavelkis, kopparkis, blyglans, zinkblände med låg järnhalt samt tetraedrit eller tennantit.
Om någon kombination av följande mineral förekommer: svavelkis, enargit, luzonit eller kopparindigo, anses i stället malmen vara av högsulfideringstyp. Även malmer bildade i samband med metasomatism, porfyrådror samt kopparporfyrer har försökts klassificeras med hjälp av sulfidmineral och en uppskattad sulfideringsgrad.

## Mineral
Vanliga eller viktiga exempel är:
- Akantit Ag2S
- Kopparglans Cu2S
- Bornit Cu5FeS4
- Blyglans PbS
- Zinkblände ZnS
- Kopparkis CuFeS2
- Magnetkis Fe1–xS
- Millerit NiS
- Pentlandit (Fe,Ni)9S8
- Kopparindigo CuS
- Cinnober HgS
- Realgar AsS
- Orpiment As2S3
- Spetsglans Sb2S3
- Svavelkis FeS2
- Markasit FeS2
- Molybdenglans MoS2

Sulfarsenider:
- Koboltglans (Co,Fe)AsS
- Arsenikkis FeAsS
- Nickelglans NiAsS

Sulfosalter:
- Pyrargyrit Ag3SbS3
- Proustit Ag3AsS3
- Tetraedrit Cu12Sb4S13
- Tennantit Cu12As4S13
- Enargit Cu3AsS4
- Bournonit PbCuSbS3
- Jamesonit Pb4FeSb6S14
- Cylindrit Pb3Sn4FeSb2S14